# Ранево
Ранево (пол. Raniewo) — село в Польщі, у гміні Прабути Квідзинського повіту Поморського воєводства.
Населення — 326 осіб (2011).
У 1975-1998 роках село належало до Ельблонзького воєводства.

## Демографія
Демографічна структура станом на 31 березня 2011 року:
|          | Загалом | Допрацездатний вік | Працездатний вік | Постпрацездатний вік |
| -------- | ------- | ------------------ | ---------------- | -------------------- |
| Чоловіки | 166     | 42                 | 119              | 5                    |
| Жінки    | 160     | 52                 | 97               | 11                   |
| Разом    | 326     | 94                 | 216              | 16                   |